# مقاطعة سرخة
مقاطعة سرخة (بالفارسية: شهرستان سرخه) هي إحدى مقاطعات محافظة سمنان في إيران. كان عدد سكان المقاطعة سنة 2006 حوالي 14,194 نسمة.